# Grammodes marwitzi
Grammodes marwitzi är en fjärilsart som beskrevs av M.Gaede 1914. Grammodes marwitzi ingår i släktet Grammodes och familjen nattflyn. Inga underarter finns listade i Catalogue of Life.